# Burg Birkendorf
Die Burg Birkendorf ist eine abgegangene Höhenburg auf dem 839 m ü. NHN hohen Bühl, einer Muschelkalkanhöhe nordöstlich von Birkendorf, einem heutigen Ortsteil der Gemeinde Ühlingen-Birkendorf im Landkreis Waldshut in Baden-Württemberg.
Als erste Besitzerin der Burg erschien 1085 die Edle Ita von Birkendorf (Ida de Saxonia et de Birctorf), die eine Erbin des Grafen Kuno von Öhningen war. Ob sie selbst die Burg bewohnte, ist nicht gesichert.
Die Burg wurde vermutlich im 12. Jahrhundert von den von der Mitte des 12. Jahrhunderts bis in die zweite Hälfte des 15. Jahrhunderts belegten Herren von Birkendorf, Dienstleute der Freiherren von Krenkingen, erbaut. 1403 verkaufte Erlawin von Birkendorf seine Güter im Ort an Johann von Wolfurt. Die Wolfurter wohnten dann im Birkendorfer Schloss. Das Kirchenpatronat besaßen ursprünglich die Herren von Roth, von diesen gelangte es durch Erbe 1363 an die Herren von Erzingen. Der Ort selbst kam über die Herren von Griessen an die Herren von Erzingen. 1483 verlieh Herzog Siegmund das Dorf Birkendorf an Simon von Erzingen. 1494 kam es durch Heinrich von Erzingen an die Grafen von Lupfen. 1612 verkaufte Maximilian von Pappenheim den Ort an das Kloster St. Blasien und es wurde damit Teil der Reichsherrschaft Bonndorf.
Die Burg war noch zu Beginn des 15. Jahrhunderts bewohnt, wurde im Dreißigjährigen Krieg zerstört und im 18. Jahrhundert noch als Ruine erwähnt. Von der ehemaligen Burganlage sollen noch Grabenreste erhalten sein.
Trotz ihrer abseitigen Lage war sie durch die nahen Steinaübergänge vermutlich eng mit Bettmaringen und Wittlekofen verbunden und zählt somit zu den Burgen im Steinatal.